# Listovnice červenooká
Listovnice červenooká (Agalychnis callidryas) je pestře zbarvená žába z čeledi rosničkovitých, jeden z nejpestřejších středoamerických obojživelníků.
Někdejší národní názvy jsou rosnička červenooká a listovnice nádherná.
Vědecká synonyma
- Agalychnis callidryas callidryas Cope, 1862
- Agalychnis helenae Cope, 1885
- Hyla callidryas Cope, 1862
- Phyllomedusa callidryas Cope, 1862
- Phyllomedusa helenae Cope, 1885

Vědecké synonymum vzniklé chybou ve jménu je Agalychnis callidrias.

## Popis
Listovnice červenooká je malá, asi 7 cm velká žába s nápadně pestrým zbarvením. Má měkkou a křehkou kůži, na hřbetě o něco silnější než na břiše. Vrchní stranu těla má světle zelenou, boky nachové nebo modré se žlutým či bílým příčným pruhováním, oči jasně červené, prsty oranžové, spodní stranu těla bílou a část zadních končetin jasně modrou. Listovnice červenooká dokáže navíc jako jedna z mála žab své zbarvení měnit dle nálady a umístění. Mladé jedince lze poznat díky maskovacímu hnědému zbarvení.

## Rozšíření
V poměrně hojném množství obývá tropické deštné lesy v Belize, Kolumbii, Kostarice, Guatemale, Hondurasu, Mexiku, Nikaragui a v Panamě, dle dostupných údajů však počet volně žijících jedinců v důsledku masivního úbytku jejího přirozeného biotopu klesá. Nejčastěji se přitom zdržuje na stromech a keřích poblíž řek a rybníků a vystupuje až po nadmořskou výšku 1200 m.

## Ekologie
Přes den listovnice červenooká spoléhá na své maskovací zbarvení. V klidné pozici vysedává s končetinami zasunutými pod tělem a zavřenýma očima, díky čemuž zcela splyne se zeleným listem. Aktivní je především v noci, kdy pomalu našlapuje na měkké polštářky a vyhledává cvrčky, mouchy, kobylky, můry či menší žáby. Listovnice červenooká není jedovatá, ale výrazné zbarvení, které mívají zpravidla jedovaté žáby, často odradí případného predátora (hada nebo ptáka).
Během námluv se samci ozývají sérií cvakavých zvuků a snaží se přilákat samice. Páření, při kterém se samec pomocí přilnavých prstů drží samice na hřbetě, probíhá na spodní straně listu. Krátce poté samice spolu se samcem sestupuje do vody, kde naplní svůj močový měchýř vodou a poté se vrací zpátky na list, kde nabranou vodou z močového měchýře postupně polívá až 50 vajíček. V případě, že samice svá vajíčka nepolije včas, vajíčka oschnou a zárodek zahyne. Pulci, kteří se líhnou asi po sedmi dnech, padají přímo do vody, kde setrvávají až do plného vyvinutí.

### Literaura
- PETR, Jaroslav. Pulci se klubou dříve, aby unikli hadům. In: Osel.cz [online]. 10.05.2005 [cit. 8. 3. 2025]. Dostupné z: https://www.osel.cz/1274-pulci-se-klubou-drive-aby-unikli-hadum.html